# Sint-Jacobskapelle
Sint-Jacobskapelle é uma pequena localidade belga do município de Diksmuide, província de Flandres Ocidental.Em 1 de Janeiro de 2007, tinha 96 habitantes e uma superfície de 3,25 km².

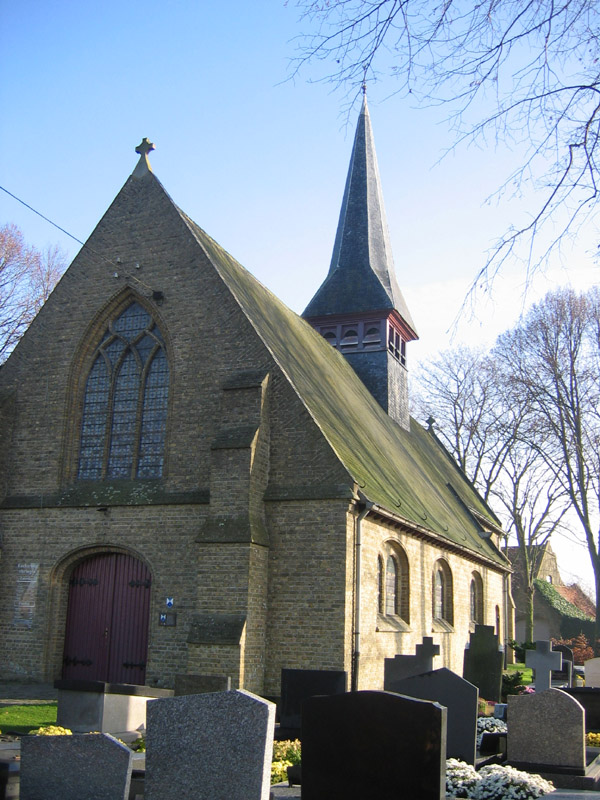
Igreja de São Jacob.

Localização de Sint-Jacobskapelle, no município de Diksmuide.